# ロッパの悲食記
『ロッパの悲食記』（ロッパのひしょくき）は、古川ロッパの最晩年の随筆集。初版の題名は『悲食記』のみで、冒頭に「この書を食うことに情熱を持つ人々に捧げる」と付けられていた。
1959年（昭和34年）8月に学風書院から、「日本の百人全集」の第3巻として刊行された。ロッパは、初版刊行から一年半後の1961年（昭和36年）1月に病没する。

## 内容
食通で名高いロッパにふさわしく全編が「食」に関する内容である。
1. 悲食記　昭和十九年の日記抄
2. 食談あれこれ
  1. 想い出
  2. 氷屋ぞめき
  3. 清涼飲料
  4. 駄パンその他
  5. うどんのお化け
  6. 下司味礼賛
  7. 食べたり君よ
  8. 牛鍋からすき焼きへ
  9. 甘話休題
  10. 色町洋食
  11. ああ東京は食い倒れ
  12. 冨士屋ホテル
  13. 神戸
  14. このたび大阪
  15. 八の字づくし
  16. 浅草を食べる
3. 食日記　昭和三十三年の日記抄

## 概論
第一部「悲食記　昭和十九年の日記抄」は、圧巻の章で、食糧事情が悪化した大戦末期、「食」にこだわるロッパの悲惨な姿が描かれ、長男古川清が「最早悲しくて涙も出ない。」と記している。ロッパ自身が日記を大幅に改編しているので、「古川ロッパ昭和日記」とは内容が異なる部分が多い。内容は、良い食事をもとめて悪戦苦闘する日常と悲惨な食事に対する不満をはじめ、当時、食糧事情がよいロケ先の農村から大量の食糧を持って帰る話や、闇の食についても書かれているなど、戦時下の生活を知る貴重な史料である。雑炊食堂に並ぶ人々を歌った詩なども読みごたえがある。
第二部「食談あれこれ」は、食に関する想い出話や和食洋食中華料理の蘊蓄、大阪、神戸、名古屋の食について、箱根の富士屋ホテルのメニューを全部平らげた話、すき焼きの由来などが書かれている。またロッパ自身が洋菓子や海老が好きでマグロは嫌い。江戸っ子なのに大阪風の味付けの寿司を好むなどを述べていて興味深い。戦後の食糧事情が好転した時代に書かれているので、余裕のある書きぶりである。
第三部「食日記」は、昭和三十三年の日記を再編集したもの、第一部の壮絶さはないが、人気は凋落し病気に苦しみながら、あちこちの店で美食を追いもとめ、苦境に甘んじながらも食に対する欲望が全く衰えていないロッパが生々しく描かれている。小林信彦は書評で「食べ物の本は、ちかごろ、数が多いが、これほど壮烈なのは珍しい」と記している。
後年に『ロッパの悲食記』は、1983年（昭和58年）に六興出版、1995年（平成7年）8月に筑摩書房（ちくま文庫）で新版刊行された。